# أشوك سينغ (سياسي)
أشوك سينغ (بالإنجليزية: Ashok Singh)‏ هو سياسي هندي، ولد في 12 يناير 1955. حزبياً، نشط في بهاراتيا جاناتا. وقد انتخب عضو لوك سابها ‏.